# Charlotte y Julie Bonaventura
Charlotte y Julie Bonaventura (Marsella, Francia, 2 de agosto de 1980) son gemelas francesas y colegiadas internacionales de balonmano. Pertenecientes al grupo 1 de los árbitros de la Federación Francesa de Balonmano, arbitran tanto en mujeres como en hombres, especialmente en mujeres de la División 1 y hombres de la División 1, pero también en competiciones organizadas por la EHF y la IHF, como la final del torneo femenino de los Juegos Olímpicos de 2012 o varios partidos del campeonato mundial masculino 2017 organizado en Francia. Las dos hermanas se convirtieron así en las primeras mujeres en dirigir partidos en un Campeonato Mundial Masculino.

## Trayectoria
Charlotte y Julie Bonaventura arbitraron su primera competición internacional en el Campeonato Mundial Femenino 2009 en China y luego el Campeonato Mundial Femenino 2011 en Brasil.
En 2012, formaron una de las dos parejas francesas seleccionadas para el arbitraje de Juegos Olímpicos de Londres. Durante estos Juegos Olímpicos, dirigieron partidos del torneo masculino y femenino, que culminó con la final femenina entre Noruega y Montenegro (26–23), 11 de agosto de 2012.
El 4 de mayo de 2014, arbitran la final femenina de la Liga de Campeones de la EHF entre el Győri ETO KC a  ŽRK Budućnost Podgorica (27–21) ante más de 10.000 espectadores. El 21 de diciembre de 2014, dirigieron la final del Campeonato Europeo Femenino en Budapest en Hungría, entre Noruega y España (28–25).
El 20 de diciembre de 2015, arbitran la final del Campeonato Mundial Femenino entre los Países Bajos y el Noruega (23–31) en Herning en Dinamarca.
En Juegos Olímpicos de Río en 2016, dirigieron notablemente el partido por la medalla de bronce, estando Francia en la final. Sin embargo, no fueron seleccionadas para el Campeonato Europeo Femenino 2016.
En enero de 2017, la pareja fue designada para arbitrar en el Campeonato Mundial Masculino 2017 organizado en Francia, convirtiéndose así en las primeras mujeres en dirigir en un Campeonato Mundial Masculino.
En la Copa Mundial Femenina 2017 y luego en el Europa Femenina 2018, no arbitran ni las semifinales ni las finales debido a la presencia del Francia. Por otro lado, son la primera pareja de árbitros en dirigir una semifinal y la final del Copa Mundial Femenina 2019. La final la disputaron España y los Países Bajos (29–30).